# うなずきん
うなずきんは、バンダイから発売されている、音や声に反応して首が上下左右に動く玩具である。

## 概要
2004年9月7日に「ITS' DEMO」で先行発売し、同年10月9日に本格的に発売開始した。
開発者・辛知美が、祖母の「話を聞いてくれるおもちゃが欲しい」という話を聞いたことで企画が開始され、手に取ったときに卵のようなイメージということでマトリョーシカをモチーフとしたキャラクターデザインを採用した。
2006年までに全世界で100万個以上を出荷した。

## キャラクターとしての「うなずきん」
うなずきんは、森に住む妖精で、大きなキノコの下に住んでいる。
「うなずきん」が本格的に発売開始された2004年10月9日がうなずきんの誕生日とされている。